# Myrddin L. Jones
Myrddin L. Jones var chef för marknadsföringsavdelningen i det amerikanska företaget Commodore. Myrddin L. Jones efterträdde 1983 den mycket framgångsrike Kit Spencer.